# Jonathania multimaculata
Jonathania multimaculata är en stekelart som först beskrevs av Jonathan 1971.  Jonathania multimaculata ingår i släktet Jonathania och familjen brokparasitsteklar. Inga underarter finns listade i Catalogue of Life.